# Barytarbes antennatus
Barytarbes antennatus är en stekelart som först beskrevs av Léon Abel Provancher 1877.  Barytarbes antennatus ingår i släktet Barytarbes och familjen brokparasitsteklar. Inga underarter finns listade.